# Spring Valley, New York
Spring Valley är en ort (village) i Rockland County i delstaten New York. En del av orten ligger i Ramapo kommun och resten i Clarkstown. Vid 2010 års folkräkning hade Spring Valley 33 066 invånare.